# 霧の摩周湖
「霧の摩周湖」（きりのましゅうこ）は、布施明の楽曲で、5枚目のシングル盤レコード。1966年12月1日に発売。
1965年に、日本テレビ系ドラマ『青春とはなんだ』の主題歌「若い明日」を歌うなど、その当時のお茶の間で知られるようになっていたデビュー2年目の布施のさらなるステップアップを期すために、作詞家で讀賣新聞記者でもあった水島哲が書いた作品である。累計売上は60万枚に達した。
作曲を担当した平尾昌晃は、同曲で第9回日本レコード大賞（1967年度）作曲賞を受賞した。
日本一透明度が高い湖の「摩周湖」を舞台にした、北海道川上郡弟子屈町（道東地区）のご当地ソングとしてもよく知られている。

## 収録曲
- 全作詞：水島哲　作曲：平尾昌晃　編曲：森岡賢一郎

1. 霧の摩周湖（BS-545）
2. ひとりぼっちのブルース

## エピソード
- 作曲・平尾昌晃、作詞・水島哲、歌手・布施明の3人が揃って、平尾が住んでいた茅ヶ崎で杯を酌み交わしながら曲作りが行われた。布施のマネージャーが「海の歌はどうか」と言ったところ、平尾が「布施に海は似合わない。湖がいい」いう発想から始まり、水島が「摩周湖はどうか」と提案した。摩周湖は当時無名だったが、その魅力を水島が語ると「それはいい」と意見が一致した。酒で興の乗った水島が一行ずつ詞を書き、平尾がギターでメロディをつけ、布施が歌うという作業を繰り返し、夜中に完成したという[3][4][5]。
- 本曲を発表するに際して、布施が当時所属していた渡辺プロダクションのスタッフが「誰も知らないような場所の歌なんて売れるはずがない」と反対すると、渡辺晋（渡辺プロダクション創業者）が、「都会の人間が知らないような場所だからこそ、夢が広がっていいんじゃないかい」と言い、本曲の発表を後押ししてくれたという[1]。
- 本曲のレコードジャケットを撮影するために布施とスタッフの一行が、摩周湖がある北海道・弟子屈町へ向かい、展望台で霧が出るのを待ったが、一向に霧が出ず困っていたところ、下からもわもわと霧が出てきたため、ジャケット用写真を撮影したが、その“霧”は炭焼き小屋の煙であったことを布施が回想している[1][6]。
- 弟子屈町は1992年から1996年までの4年間、「ふるさと霧の摩周湖音楽祭」を開催した[7]。
- 作曲の平尾昌晃は2017年7月21日、肺炎により79歳で逝去した。同年10月30日に平尾の音楽葬が営まれ、布施は五木ひろしと共に「霧の摩周湖」と「よこはま・たそがれ」をデュエットで熱唱、平尾の霊前に捧げた[8][9]。

## カバー
- 藤圭子 - 1973年12月、アルバム『演歌全集8枚組(憂愁/恋心)』に収録
- 石川さゆり - 1978年7月、アルバム『火の国へ/砂になりたい』に収録
- 山内惠介 - 2010年 - アルバム『北の旅情』に収録
- 八代亜紀 - 2013年 - アルバム『八代亜紀～日本のポップスを唄う～』に収録
- パク・ジュニョン - 2016年 - アルバム『さよならは言わせない』、2017年 - カバーアルバム『街の風景（北海道編）』に収録
- 氷川きよし - 2018年 - アルバム『新・演歌名曲コレクション7 -勝負の花道-』に収録
- 松原健之 - 2018年 - アルバム『松原健之が歌う 平尾昌晃 永遠の名曲選集』に収録